# フェイル・エモーションズ
フェイル・エモーションズ（Fail Emotions)は、ロシアのエレクトロニコアバンド。2008年にヤロスラヴリで結成された。

## 概要
2008年の春、ロシア連邦ヤロスラブリにて結成。幾度のメンバーチェンジやミュージック・スタイルの試行錯誤の末、現在のサウンドスタイルになる。このサウンドはドラムのRoman"Tamagotchi"Brizgunov とDJのIlya"Fatal"Korovinの加入により、2009年初頭に形成されたといえる。
2009年、初ライブと同じタイミングでデビューEP『SIDE A』のレコーディングを開始。EPのレコーディング後まもなく、スクリームボーカルのVlad"Akimoto"Akimovが加入。同年シングル曲となる『SHADES』をリリース。2010年初頭にはセカンド・シングル『MAKES BAD』をリリース。
2010年末にバンド初となるアルバム『TRANSFORNATION』をリリースした。この作品には、ファンからも人気の高い3曲を含む、8曲の新曲が収録され話題を呼んだ。2011年12月にはシングル『WE ARE LEGEND』をリリース。2012年8月に『TRANSFORNATION』で日本デビューを飾り、多くの反響を得た。2013年5月には日本では2nd Albumとなる『SPEED OF LIGHT』をリリース、そして2013年6月に激ロックTOUR VOL.8にて初来日を果たす。

## ディスコグラフィー

### シングル
- Shades  (2009)
- Makes Bad  (2010)
- Dance Macabre  (2010)
- We are Legend  (2011)
- Gravity (2013)
- New Day has Come  (2014)
- Zion (2019)

### アルバム
- Transfornation  (2010)
- Speed of Light  (2013)
- Renaissance  (2014)
- F E  (2019)

### ミニアルバム
- Demo 2009  (2009)
- Side A  (2009)